# Balis Ridge
Balis Ridge (englisch; bulgarisch Рид Балис rid Balis) ist ein felsiger, teilweise vereister, in südost-nordwestlicher Ausrichtung 7 km langer, 1,9 km breiter und 1100 m hoher Gebirgskamm in den nördlichen Ausläufern des Forbidden Plateau an der Danco-Küste des Grahamlands auf der Antarktischen Halbinsel. Er ragt 5,55 km östlich des Bacho Kiro Peak, 5,34 km südsüdwestlich des Pishtachev Peak und 7,28 km nordwestlich des Mount Walker auf. Der Rozier-Gletscher liegt nordöstlich, der Montgolfier-Gletscher südwestlich und die Wilhelmina Bay und deren südwestlicher Teil, die Piccard Cove, südwestlich von ihm, wo er im Sophie-Kliff endet.
Britische Wissenschaftler kartierten ihn 1980. Die bulgarische Kommission für Antarktische Geographische Namen benannte ihn 2014 nach der thrakischen Gottheit Balis.